# الطاقة النووية في اليابان

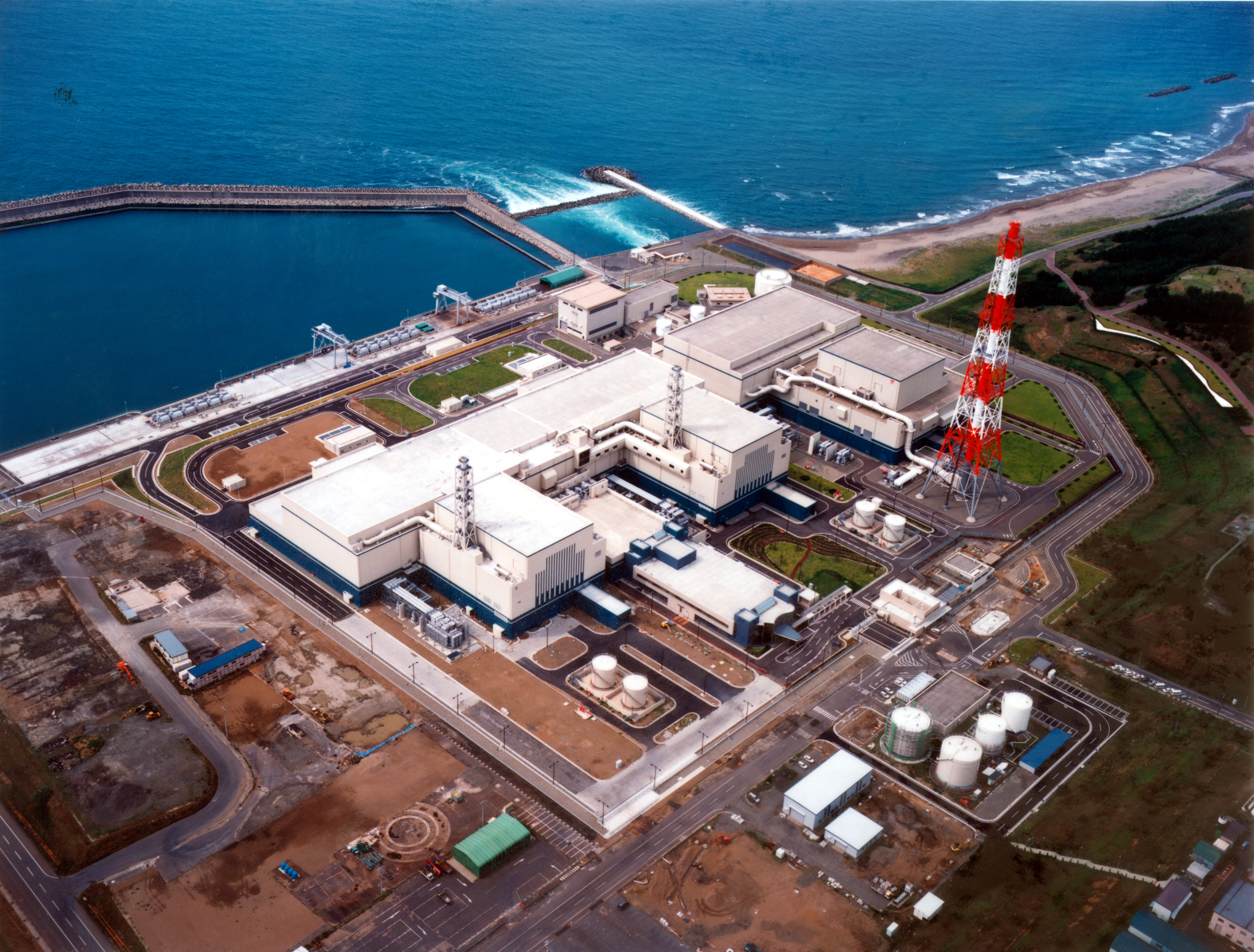
محطة كاشيوازاكي-كاريوا للطاقة النووية، وهي محطة نووية مكونة من سبع وحدات، وهي أكبر محطة طاقة نووية منفردة في العالم.

البرنامج النووي الياباني (باليابانية:日本の原子力発電所) أقيم بعد الحرب العالمية الثانية، وتستخدم اليابان المفاعلات النووية نشاطها في أكثر من 20 مدينة يابانية تستخدم لتوليد الطاقة الكهربائية واستخدامها للأغراض المدنية، ومن بينها مفاعل فوكوشيما.
في وقت سابق لزلزال وتسونامي توهوكو في عام 2011، ولّدت اليابان 30% من طاقتها الكهربائية بوساطة المفاعلات النووية وخططت لزيادة هذا النصيب إلى 40%. كانت الطاقة النووية أولوية إستراتيجية وطنية في اليابان. هناك 42 مفاعلًا قيد العمل في اليابان اعتبارًا من فبراير 2019. ومن بين هذه المفاعلات، هناك 9 مفاعلات في 5 منشآت طاقة قيد العمل.
على الرغم أن جميع المفاعلات النووية في اليابان صمدت بنجاح أمام الاهتزاز الذي سببه زلزال توهوكو، تسبب الفيضان التسونامي الذي أعقب ذلك في فشل أنظمة التبريد في منشأة فوكوشيما 1 للطاقة النووية في 11 مارس 2011. أُعلن عن أول حالة طوارئ نووية في اليابان، وأُخلي 140,000 شخص مقيم ضمن حدود 20 كيلومتر (12 ميل) من المنشأة. خرج تقييم شامل أجراه خبراء دوليون حول المخاطر الصحية المرتبطة بكارثة منشأة فوكوشيما 1 للطاقة النووية في عام 2013 بنتيجة مفادها أنه، بالنسبة لعامة السكان داخل اليابان وخارجها، كانت المخاطر المتوقعة منخفضة وليس من المتوقع حدوث زيادات ملحوظة في معدلات السرطان فوق المعدل الطبيعي. اُغلقت جميع المنشآت النووية في اليابان، أو علّقت عملياتها لفحوص السلامة. خرج آخر مفاعلات اليابان الخمسين (توماري-3) عن الخدمة للصيانة في 5 مايو 2012، تاركًا اليابان كليًا دون طاقة كهربائية منتَجة نوويًا للمرة الأولى منذ عام 1970.

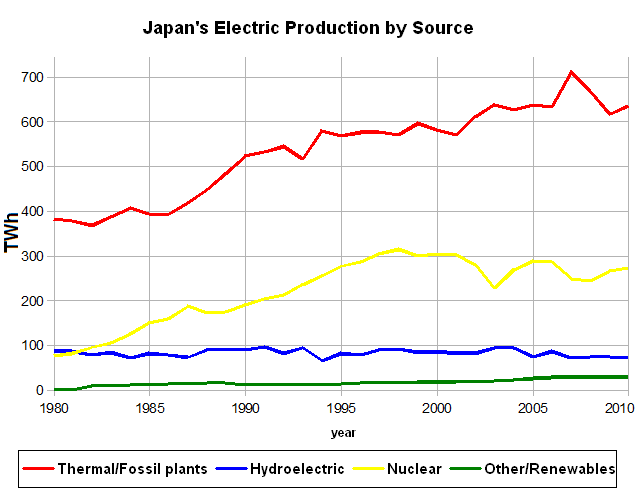
حتى عام ٢٠١١م، زادت اليابان إنتاجها من الطاقة النووية بشكل مطرد. ويعود الانخفاض في عام ٢٠٠٣م إلى فضائح تزوير بيانات شركة طوكيو للكهرباء (TEPCO) في عام ٢٠٠٢م، مما أدى إلى سجل تشغيلي ضعيف.

أدت المشاكل في استقرار الانهيارات الثلاثية للمفاعلات النووية في منشأة فوكوشيما 1 إلى تشديد المواقف تجاه الطاقة النووية. في يونيو 2011، قال أكثر من 80% من اليابانيين إنهم مناهضون للأسلحة النووية ولا يثقون بمعلومات الحكومة حول الإشعاع. كان هناك نقص في الكهرباء بحلول أكتوبر 2011، لكن اليابان نجت من الصيف دون انقطاعات واسعة النطاق للكهرباء التي توقعها البعض. ذكرت ورقة بيضاء (تقرير أو دليل يخبر القرّاء بإيجاز عن قضية معقدة) وافق عليها مجلس الوزراء الياباني في أكتوبر 2011، أن «ثقة الجمهور في أمان الطاقة النووية قد تدهورت بشكل كبير» بسبب كارثة فوكوشيما النووية، ودعت إلى تقليل اعتماد الدولة على الطاقة النووية.
في 1 يوليو 2012 وعلى الرغم من الاحتجاجات، أُعيد تشغيل الوحدة 3 من منشأة أوي للطاقة النووية. في سبتمبر 2013، خرجت الوحدتان 3 و4 من منشأة أوي عن الخدمة، مما جعل اليابان دون طاقة كهربائية منتَجة نوويًا من جديد. في 11 أغسطس 2015، أُعيدت منشأة سينداي للطاقة النووية إلى الخدمة، متبوعة بوحدتين (هما 3 و4) من منشأة تاكاهاما للطاقة النووية في 29 يناير 2016. ومع ذلك، توقفت الوحدة 4 عن العمل بعد ثلاثة أيام من إعادة التشغيل بسبب فشل داخلي وتوقفت الوحدة 3 في مارس 2016 بعد أن أصدرت محكمة المقاطعة في محافظة شيغا أمرًا قضائيًا بإيقاف تشغيل منشأة تاكاهاما للطاقة النووية. على الرغم أن 43 منشأة من إجمالي 54 في اليابان قبل 2011 لا تزال معطلة عن العمل، قالت وزارة الاقتصاد والتجارة والصناعة في عام 2017 إنه إذا كانت البلاد ستفي بالتزاماتها بموجب اتفاقية باريس للمناخ، فعلى الطاقة النووية أن تشكل ما بين 20-22% من تركيبة الأصول. هناك 26 طلب إعادة تشغيل معلق الآن مع ما يقدر بنحو 12 وحدة تنتظر العودة إلى الخدمة بحلول عام 2025 و18 بحلول عام 2030.

## نبذة تاريخية

### السنوات الأولى

#### التغلب على المقاومة الشعبية

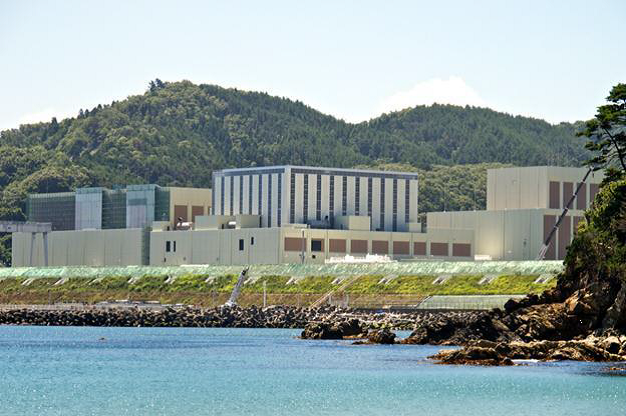
محطة أوناغاوا للطاقة النووية.

في عام 1954، اقترح مجلس تنسيق العمليات التابع لمجلس الأمن القومي للولايات المتحدة أن تقوم حكومة الولايات المتحدة «بهجوم قوي» لحث اليابان على الطاقة النووية من أجل التغلب على عدم رغبة السكان اليابانيين ببناء مفاعلات نووية في البلاد. وقع 32 مليون ياباني، أي ما يشكل نحو ثلث السكان اليابانيين، عريضة تدعو إلى حظر القنابل الهيدروجينية. دعت صحيفة واشنطن بوست إلى تبني اقتراح يدعو إلى بناء مفاعلات نووية في اليابان، قائلة: «كثير من الأمريكيين يدركون الآن... أن إلقاء القنابل الذرية على اليابان لم يكن ضروريًا... لا توجد طريقة أفضل للمساهمة في تعويض الشرف أكثر من توفير الطاقة النووية لليابان». ولعدة سنوات ابتداءً من عام 1954، شنت وكالة المخابرات المركزية الأمريكية وغيرها من الوكالات الحكومية الأمريكية حربًا دعائية استهدفت السكان اليابانيين لقهر معارضة الشعب الياباني للطاقة النووية.
في عام 1954، خصصت اليابان 230 مليون ين للطاقة النووية، معلنةً بداية البرنامج النووي الياباني. حدد القانون الأساسي للطاقة الذرية الأنشطة النووية للأغراض السلمية فقط. بُنيت أول منشأة للطاقة النووية في اليابان، وهي منشأة توكاي للطاقة النووية، من قِبل شركة جينيرال إليكتريك – جي إيه سي البريطانية وبدأت العمل رسميًا في عام 1966.

#### مفاعلات الماء الخفيف
في السبعينيات من القرن العشرين، بُنيت أولى مفاعلات الماء الخفيف بالتعاون مع شركات أمريكية. اشترت اليابان هذه المنشآت من البائعين الأمريكيين مثل جنرال إلكتريك وويستينغهاوس مع عمل تعاقدي نفذته الشركات اليابانية، التي منحت نفسها لاحقًا تراخيص ببناء منشآت ذات تصاميم مشابهة. شهدت التطورات في مجال الطاقة النووية منذ ذلك الحين مساهمات من الشركات اليابانية ومعاهد البحوث جنبًا إلى جنب مع كبار المستخدمين الآخرين للطاقة النووية. منذ أوائل السبعينيات من القرن العشرين حتى الوقت الحاضر، شجعت الحكومة اليابانية إقامة منشآت للطاقة النووية من خلال مجموعة متنوعة من الأدوات السياسية التي تتضمن الرقابة الاجتماعية الخفيفة والحوافز المالية. من خلال تقديم الإعانات الكبيرة ومشاريع الأشغال العامة للمجتمعات الريفية، وباستخدام الرحلات التعليمية، والولائم للمسؤولين الحكوميين المحليين، والنشرات التي تعبر عن رأي كاتبيها التي نُشرت من قِبل مؤيدي الطاقة النووية، فازت الحكومة المركزية بقرار إخلاء سكان المدن والقرى الساحلية المغلوبة على أمرها.

### كارثة فوكوشيما وتوابعها

خريطة توضح مركز الزلزال وموقع محطات الطاقة النووية.

كشف تحقيق مستقل في عام 2011 في اليابان «عن تاريخ طويل لتآمر شركات الطاقة النووية مع الحكومات للتأثير على الرأي العام في سبيل استخدام الطاقة النووية». وقال التحقيق إن إحدى الشركات النووية «كدست اجتماعات عامة مع موظفيها الذين تظاهروا أنهم مواطنين عاديين للتحدث لدعم منشآت الطاقة النووية». ذكرت ورقة بيضاء وافق عليها مجلس الوزراء الياباني في أكتوبر 2011، أن «ثقة الجمهور في أمان الطاقة النووية قد تدهورت بشكل كبير» بسبب كارثة فوكوشيما النووية، ودعت إلى تقليل اعتماد الدولة على الطاقة النووية. أهمل التحقيق أيضًا قسمًا عن توسيع الطاقة النووية الذي كان ضمن مراجعة سياسة العام الماضي. وأبلغ رئيس لجنة الأمان النووي هاروكي مادارامي لجنة تحقيق برلمانية في فبراير 2012 أن «قواعد السلامة النووية لليابان أدنى من المعايير العالمية وقد تركت البلاد غير مستعدة لكارثة فوكوشيما النووية في مارس الماضي». كانت هناك عيوب وتراخي في تطبيق قواعد الأمان التي تحكم شركات الطاقة النووية اليابانية، تضمنت حماية غير كافية ضد التسونامي.
في 6 مايو 2011، أمر رئيس الوزراء ناوتو كان بإغلاق منشأة هاموكا للطاقة النووية إذ من المرجح أن يضرب زلزال بقوة 8.0 ريختر أو أعلى المنطقة في الثلاثين عامًا القادمة.
منذ 27 مارس 2012، كان لدى اليابان مفاعل نووي واحد فقط قيد العمل من أصل 54 مفاعلًا؛ وهو مفاعل توماري-3، وذلك بعد إغلاق مفاعل كاشيوازاكي-كاريوا 6. أُغلق مفاعل توماري-3 للصيانة في 5 مايو، تاركًا اليابان بدون كهرباء منتًجة نوويًا لأول مرة منذ عام 1970، حين خرج المفاعلان الوحيدان في البلاد تلك الفترة عن الخدمة للصيانة. في 15 يونيو 2012، مُنحت الموافقة لإعادة تشغيل الوحدتان 3 و4 من المنشأة أوي، واللتان من الممكن أن تأخذا ستة أسابيع لتشغيلها بشكل كامل. في 1 يوليو 2012، أُعيد تشغيل الوحدة 3 من منشأة الطاقة النووية أوي. يمكن لهذا المفاعل توفير 1,180 ميجاواط من الكهرباء. في 21 يوليو 2012، أُعيد تشغيل الوحدة 4، التي توفر 1,180 ميجاواط أيضًا. أُغلق المفاعل مرة أخرى في 14 سبتمبر 2013، تاركًا اليابان دون مفاعلات طاقة قيد العمل مرة أخرى.

## وصلات خارجية
- Nuclear power in Japan on the الجمعية النووية العالمية website
- The Future of Nuclear Energy in Japan, Q&A with Daniel Aldrich (July 2011)
- Japan's New Wave of Protest Songs, نيويورك تايمز